# Aimee Lou Wood
Aimee Lou Wood (Stockport, 3 de fevereiro de 1994) é uma atriz britânica. É mais conhecida por interpretar Aimee Gibbs na série Sex Education, performance pela qual venceu um BAFTA, e como Chelsea na terceira temporada da série The White Lotus.

## Carreira
Em 2019, Wood fez sua estreia na tela como Aimee Gibbs, uma das personagens da série de comédia dramática da Netflix Sex Education, ao lado de co-estrelas  Emma Mackey, Asa Butterfield, Ncuti Gatwa e Gillian Anderson.

## Vida pessoal
Aimee está em um relacionamento com o ator inglês Connor Swindells, seu colega de atuação na série Sex Education.

## Filmografia

### Televisão
| Ano       | Título          | Personagem  | Notas            |
| --------- | --------------- | ----------- | ---------------- |
| 2025      | The White Lotus | Chelsea     | Elenco principal |
| 2019–2023 | Sex Education   | Aimme Gibbs | Elenco principal |